# Richard Simmons
Milton Teagle "Richard" Simmons (New Orleans, 12. srpnja 1948. – Los Angeles, 13. srpnja 2024.) bio je američki glumac.

## Vanjske poveznice
- Richard Simmons u internetskoj bazi filmova IMDb-u (engl.)